# Parlamento centro-americano
Il Parlamento Centro-Americano, anche conosciuto con l'abbreviazione di PARLACEN (dallo spagnolo Parlamento centroamericano), è un'istituzione politica dedicata all'integrazione dei Paesi centro-americani, inclusa la Repubblica Dominicana, per giungere all'unione di questa regione e alla prosperità dei suoi popoli. Questa organizzazione internazionale è membro del Sistema dell'integrazione centroamericana (SICA).

## Storia
Il Palacen rappresenta un rinnovo moderno della storica Repubblica Federale del Centro America che funzionò dal 1823 al 1840, benché non includesse la Costa Rica e Panama ma la Repubblica Dominicana.
Il Parlacen ha la sua origine più recente nel Gruppo Contadora, un progetto varato nel 1980 per aiutare la fine delle guerre civili in El Salvador, Guatemala e Nicaragua. Sebbene il Gruppo si dissolse nel 1986, l'idea per l'integrazione centro-americana rimase, e i suoi lavori portarono all'accordo di pace di Esquipulas, firmati il 25 maggio 1986, che, con altri atti, portò alla creazione del Parlamento centro-americano.
Malgrado i suoi sforzi di promuovere l'accordo di Esquipulas, la Costa Rica non l'ha ancora ratificato e di conseguenza non è ancora rappresentata nel Parlamento.
Il 19 febbraio 2007 tre deputati salvadoregni e i loro autisti sono stati uccisi nel Guatemala.

## Membri
I paesi membri del Parlamento centro-americano sono sei:
- El Salvador
- Guatemala
- Honduras
- Nicaragua
- Panama
- Rep. Dominicana

Osservatori permanenti:
- Marocco
- Messico
- Porto Rico
- Taiwan
- Venezuela

## Struttura
Il Parlamento Centro-Americano è un'istituzione che pianifica, analizza e consiglia sugli affari politici, economici sociali e culturali di pubblico interesse. Si basa sui principi di rappresentanza democratica, partecipazione e pluralismo. Rispetta la legislazione nazionale e quella internazionale.
È composto da venti rappresentanti eletti mediante suffragio universale da ogni Stato Membro e dai precedenti Presidenti e Vice-Presidenti di ciascuno Stato Membro. Ventidue rappresentanti sono nominati dalla Repubblica Dominicana.
Resta in carica per cinque anni.
Il Parlamento è articolato in tre organi:
- Plenum: il più importante organo del Parlamento formato da tutti i rappresentanti;
- Ufficio del Parlamento: organo esecutivo che esegue le decisioni prese dal Plenum, inoltre è organo amministrativo del Parlamento. È eletto annualmente. È costituito da un Presidente, quattro Vice-Presidenti, cinque Segretari. La Repubblica Dominicana invia anche un Vice-Presidente e un Segretario;
- Segretariato: organo tecnico e amministrativo. Sotto il controllo del Consiglio assiste le commissioni, il Plenum e il Consiglio del Parlamento nei compiti tecnici e logistici.

È costituito da:
- il segretariato per gli affari parlamentari;
- il segretariato per l'amministrazione e le finanze;
- il segretariato del Consiglio del Parlamento.

## Gruppi parlamentari
Rappresentano i differenti punti di vista politici dei membri del Parlamento centro-americano.

Per formare un Gruppo occorrono dieci membri che rappresentano due o più paesi.
I principali Gruppi sono:
- Gruppo Parlamentare delle Sinistre
- Gruppo Parlamentare di Integrazione Centro-Democratica
- Gruppo d'Innovazione dell'America Centrale e dei Caraibi

## Obiettivi
I principali obiettivi del Parlamento sono:
- la democratizzazione politica e sociale e il rafforzamento delle istituzioni politiche;
- la risoluzione dei problemi economici, sociali ed ecologici;
- le problematiche dei giovani e dell'infanzia;
- le problematiche della migrazione;
- l'identità culturale e regionale;
- l'organizzazione della polizia pubblica;
- la democrazia e la partecipazione dei popoli;
- la ricerca di accordi e proposte economiche e commerciali;
- fornire proposte per risolvere i problemi delle frontiere così da prevenire il ritardo del processo di integrazione.